# 互助村

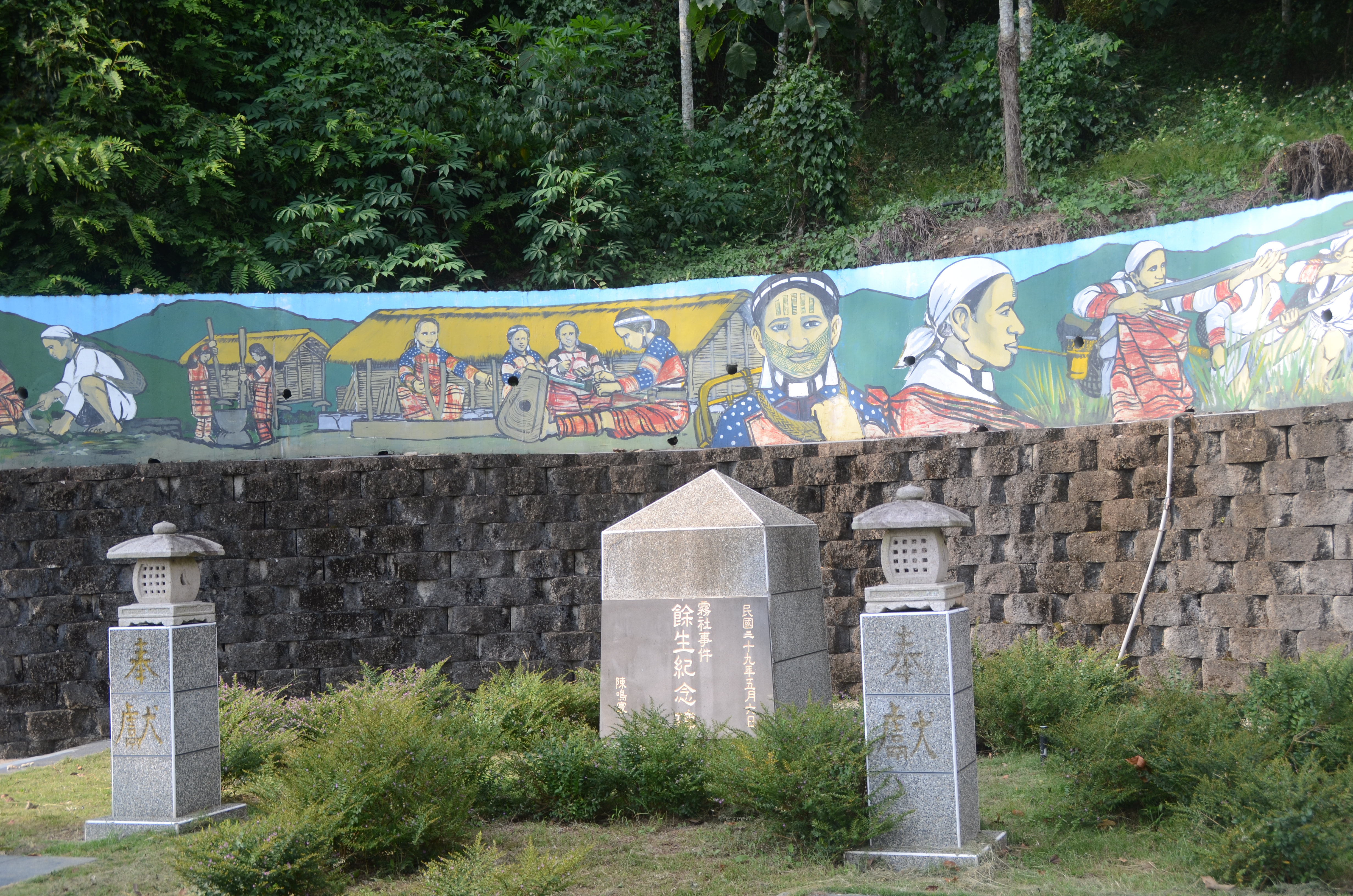
霧社事件餘生紀念碑

互助村是臺灣南投縣仁愛鄉的一個村，位於該鄉西北部北港溪流域，東依新生村，西接國姓鄉，南鄰埔里鎮，北與臺中市和平區接壤。居民以賽德克族德克達雅群為主，村內有清流（川中島）與互助（中原）等聚落。

## 交通動線
- 投80線（眉原橋）[1]:128

## 設施與景點
| 霧社事件後由ロードフ社（羅多夫）、ボーゴー社（荷戈）、タロワン社（塔羅灣）、スーク社（斯庫）、ボアルン社（波阿倫）與マヘボ社（馬赫坡）六部落居民遷居組成川中島社，戰後改名清流部落。 - 泰雅渡假村:236 - 餘生紀念館 - 南投縣政府警察局仁愛分局清流派出所 - 臺灣基督長老教會賽德克區會谷路邦（Gluban）教會 - 寶華慈濟宮 | 由パーラン社（巴蘭）、カツック社（卡秋固）與タカナン社（度卡南）三部落居民遷居組成中原社，戰後改名互助部落。 - 天主教臺灣教省臺中教區中原天主堂 - 臺灣基督長老教會賽德克區會德克達雅（Tgdaya）教會 - 南投縣政府警察局仁愛分局中原派出所 - 南投縣立互助國民小學 |

## 自然景觀
| - 北港溪 - 眉原溪 - 黃肉溪 | - 眉原山 - 眉冷山 - 松樹山 - 頂猴洞山 |